# Tourinnes-les-Ourdons
 (signalé en juillet 2025).
Si vous disposez d'ouvrages ou d'articles de référence ou si vous connaissez des sites web de qualité traitant du thème abordé ici, merci de compléter l'article en donnant les références utiles à sa vérifiabilité et en les liant à la section « Notes et références ».
- Archive Wikiwix
- Bing
- Cairn
- DuckDuckGo
- E. Universalis
- Gallica
- Google
- G. Books
- G. News
- G. Scholar
- Persée
- Qwant
- (zh) Baidu
- (ru) Yandex
- (wd) trouver des œuvres sur Wikidata

Tourinnes-les-Ourdons est une localité voisine de Tourinnes-Saint-Lambert, située sur le territoire de la commune de Walhain (depuis la fusion des communes en 1977), dans la province du Brabant wallon en Belgique.

## Étymologie
1015 Turnines, 1224 Tornines, 1231 Tornines les Ordons
Tournène lès Ourdons : buissons épineux du germanique thruninas dérivé de thurnu, épine (en moyen néerlandais, doornine) près des rangées régulières dans les champs (en wallon, ourdon)

## Historique
Terre liégeoise à l'origine, passée ensuite au Brabant.
L'abbaye des Trinitaires de Saint Jean de Lerrines ou Lerinnes, centre et origine de la localité, y avait une cour scabinale et de nombreuses possessions. Partie de la paroisse Saint-Lambert, elle fut érigée en paroisse distincte au XVIIIe siècle.
Objet de querelles entre les abbayes de Gembloux, de Villers et d'Hélecine, elle fut rattachée à la mairie de Mont-Saint-Guibert du département de la Dyle, en 1796.
Son église érigée en 1786 est dédiée à saint Servais.